# Красовка (Зубово-Полянський район)
Красо́вка (рос. Красовка, ерз. Красавка) — присілок у складі Зубово-Полянського району Мордовії, Росія. Входить до складу Зарубкинського сільського поселення.
Населення — 6 осіб (2010; 16 у 2002).
Національний склад станом на 2002 рік:
- мордва — 100 %